# Boeing RC-1
El Boeing RC-1, acrónimo de "Resource Carrier 1" (Transporte de Recursos 1), fue un diseño de un enorme avión de transporte ideado para acarrear petróleo y minerales desde las extensiones septentrionales de Alaska y Canadá, donde no estaban disponibles puertos libres del hielo. Estaba optimizado solo para misiones de pequeño transporte, llevando carga a lugares para cargarla en barcos, trenes u oleoductos. Dependiendo de la tarea, el diseño era apodado "Brute Lifter" (Transporte Brutal) or "Flying Pipeline" (Oleoducto Volante).
El diseño básico tenía un ala rectangular con una envergadura de casi 150 metros, estaba propulsado por 12 motores Pratt & Whitney JT9D, y tenía 56 ruedas en el tren de aterrizaje principal. Un total de 1000 Tn de carga se llevaba en dos contenedores subalares y en el fuselaje. El RC-1 habría tenido casi el doble de tamaño y peso que el Antonov An-225 Mriya, el mayor avión construido, aunque habría llevado casi cinco veces la carga útil.
El RC-1 fue diseñado a principios de los años 70. El rápido aumento de los precios del combustible de aviación después de 1973, condenaron el proyecto por anti económico.

## Desarrollo

### Conceptos iniciales
El concepto del RC-1 comienza su historia con una pregunta informal realizada por el ingeniero de Boeing Marvin Taylor. Un amigo que trabajaba en el negocio de la búsqueda de petróleo, preguntó a Taylor acerca de la posibilidad de transportar por aire petróleo crudo desde los recientemente descubiertos campos de North Slope en Alaska a las refinerías en el sur. Los cálculos "de servilleta" de Taylor demostraron que tal sistema costaría muchas veces el precio de mercado del petróleo.
Una serie de medidas cautelares contra el Sistema de Oleoductos Trans-Alaska impuestas en abril de 1970 crearon la posibilidad de que el petróleo de estos campos quedara inmovilizado. Entre la variedad de posibles soluciones que se ofrecieron, Boeing comenzó una evaluación mucho más seria del concepto de transporte aéreo. Pronto se centraron en dos importantes factores que no habían sido considerados anteriormente de forma plena.
Uno era que un avión volando desde Alaska a California lo haría justo por encima de alguna de las mejores líneas marítimas desarrolladas disponibles. Descargando lo más pronto posible en algún otro medio de transporte (petroleros u oleoductos), la cantidad de combustible quemado se reduciría considerablemente. Más importante, esto liberaría al avión para volver a por otra carga más rápidamente que si volase todo el camino hasta California, significando que un único avión podría entregar más carga en un tiempo determinado. Se había visto en los primeros estudios, pero el pleno impacto no había sido apreciado.
Esto llevó naturalmente a la segunda cuestión, implicando a la tasa de salidas del avión. En los cálculos iniciales se habían asumido tasas de salidas similares a los aviones comerciales como el Boeing 747, realizando largos vuelos multi horas desde los campos petrolíferos de Alaska a California. Sin embargo, las tasas de salidas de los aviones comerciales se basan en las preferencias de los clientes acerca de las horas a las que ellos quieren volar, no a las capacidades reales del avión. Asumiendo rutas mucho más cortas y operaciones de 24 h, las tasas de salidas del orden de 18 a 20 vuelos al día parecían posibles. Esto reducía enormemente el número de aviones necesarios para proporcionar cualquier clase de servicio.
Con estos dos conceptos, parecía que las conversiones cargueras existentes de aviones como el 747 resultarían en precios de transporte justo por debajo del precio de aquella época del petróleo. No era particularmente práctico, pero dadas las mejoras de los conceptos iniciales, se realizaron más estudios. El primero consideró adaptaciones de los cargueros 747F existentes, retirando el combustible de aviación de las alas ya que realizaría vuelos cortos  (recolocándolo en depósitos del fuselaje y la cola). Con la carga alar reducida, la carga podría transportarse en los huecos o en los depósitos alares. Con estos cambios, Boeing presentó a mitad del verano de 1970 un plan que entregaría petróleo de 1,5 a 2 dólares el barril. Las compañías petrolíferas no se interesaron. Por la época, un barril se vendía por 3 dólares.

### Great Plains
En 1970, el Primer ministro de Canadá Pierre Trudeau inició el Proyecto Great Plains para estudiar el desarrollo económico del norte y oeste canadienses. El Proyecto se centraba en considerar sólo desarrollos de "conceptos generales", aquellos que estuvieran dentro de las capacidades de la tecnología existente.
Como parte de este proyecto, los conocidos depósitos de minerales y los posibles de crudo y gas en el Archipiélago Ártico Canadiense fueron considerados para su desarrollo. Transportar por barco los productos se probó como un enorme problema; las líneas marítimas estaban libres de hielo sólo unos pocos meses al año, y construir una línea férrea incluso a la costa idónea más cercana requeriría cientos de millas de raíles puestos sobre la tundra. Un oleoducto tendría que cruzar tanto tierra como mar, y se consideró asimismo extremadamente difícil de construir.
El equipo del Proyecto tuvo conocimiento del trabajo de Boeing con el 747F, y contactó con ellos para ver la posibilidad de usar el mismo sistema básico para transportar mineral en vez de crudo. Esto proporcionó el ímpetu para desarrollar el concepto final del RC-1. Para transportar mineral, que no podía ser simplemente bombeado a los depósitos del avión, el equipo comenzó considerando el uso de contenedores desmontables que podrían ser cargados "externamente" en zonas anejas a los aeropuertos. Luego los contenedores serían arrastrados hasta el avión para volar hacia una línea férrea. Allí, serían desmontados y vaciados en trenes mientras el avión volaba de vuelta, llevando con él un juego de contenedores vacíos de un avión previo. Mientras exploraban el concepto, se hizo evidente que la carga externa mejoraba enormemente los tiempos de respuesta de cualquier carga, incluyendo el crudo. Además, los contenedores personalizados les permitirían embarcar cualquier tipo de carga en el mismo avión.
Esto condujo a la cuestión de dónde deberían estar colocados estos contenedores. Una solución obvia sería cargarlos dentro del enorme fuselaje del avión. Sin embargo, esto requeriría que el morro o la cola se abrieran, añadiendo alguna complejidad. Pronto se puso de manifiesto que podrían cargarse mucho más rápido si la carga estuviera emplazada, en cambio, bajo las alas; los contenedores de carga podrían ser instalados en el avión a cada lado al mismo tiempo. Tan pronto como esto fue considerado, otra ventaja principal se hizo evidente; localizando los contenedores más cerca del tren de aterrizaje, la cantidad total de carga que podría transportarse aumentaría drásticamente. Esto permitiría emplazar el tren en las alas como en los diseños tradicionales, en vez de los complejos sistemas montados en el fuselaje encontrados normalmente en los transportes pesados. Esto condujo a otra modificación, colocando dos juegos de trenes en ambos lados de cada contenedor, para un total de ocho juegos de trenes de aterrizaje, aumentando aún más las cargas.
Usar tantos trenes de aterrizaje en un ala en flecha produciría considerables problemas cuando el avión intentase girar en tierra. Para esto era posible usar patas del tren orientables, pero solo al coste de una complejidad añadida. Una solución más sencilla era simplemente usar un ala recta para que los trenes de aterrizaje estuvieran en línea. Sin embargo, esto limitaría el diseño a bajas velocidades por debajo de Mach 0,7 (ver resistencia de onda). Era perfectamente aceptable para la tarea del salto corto, donde los tiempos de crucero eran tan cortos que la velocidad añadida tendía un efecto real pequeño en los tiempos de viaje de retorno. Limitándose a sí mismos a velocidades no mucho mayores que las de los transportes a hélice, los ingenieros eran libres de seleccionar un ala diseñada solamente para prestaciones de baja velocidad y alta sustentación. El resultado se parecía mucho más a un ala de un avión comercial de los años 30 que a un moderno avión a reacción.
Una consideración final, especialmente para el Proyecto Great Plains, fue el uso de metano como combustible en vez de combustible de reactores. Debido a consideraciones de control aerodinámico, el fuselaje del RC-1 tenía que ser muy grande, a pesar de que transportaba poca cosa. Esto dejaba un enorme espacio para almacenaje de combustible, y el uso de metano, hidrógeno u otros combustibles ligeros fue una consideración natural. Como el grupo canadiense también estaba interesado en usar el RC-1 para transportar gas natural licuado, usarlo como combustible para el avión (el gas natural es metano en su mayoría) era una elección obvia. El metano se quema de forma mucho más limpia que el combustible para aviones, y extendería enormemente la vida del motor y reduciría la necesidad de mantenimiento. También eliminaría la necesidad de llevar combustible por aire a los emplazamientos del norte, simplemente podrían generar su combustible in situ.
Para alcanzar la capacidad y economía de un oleoducto de 1,2 metros, siendo el mismo considerado para el Oleoducto de Alaska y el Oleoducto del Valle Mackenzie, el sistema requería 50 aviones (alrededor de 15 como repuestos), acarreando cada uno 8000 barriles de crudo y volando 24 horas al día. Se estimaba que cada avión costaría 72 millones de dólares (alrededor de 417 millones actualmente), y el coste de vuelo entre uno y 1,5 centavos por tonelada-milla.
El Proyecto estaba encantado con la propuesta del RC-1, a lo que siguieron varias historias bien publicitadas acerca del mismo. Estaban especialmente interesados en la forma en que les permitía tener flexibilidad de mercado; el RC-1 podía alcanzar oleoductos en Cochrane, Ontario, cualquier cabeza de oleoducto existente en Alberta, o cualquier punto intermedio. Si las demandas del mercado cambiaban, simplemente podían embarcar el gas hacia un lugar diferente, evitando así el ciclo de precios presente entre los diferentes puntos de la red de oleoductos.
El Proyecto también estudió petroleros y cargueros capaces de navegar por el Océano Ártico y la Bahía de Hudson todo el año, y un nuevo puerto de aguas profundas de apoyo a estas naves, referido como "Northport". Esto llevó a una considerable preocupación en la ciudad de Churchill, Manitoba, por la época el único puerto principal en la Bahía de Hudson. Churchill estaba conectada hacia el sur por la red ferroviaria Hudson Bay, pero su puerto era poco profundo para albergar los rompehielos de casco hondo que se estaban considerando. Northport, considerado al igual que Chesterfield Inlet o incluso Repulse Bay, se habrían conectado a Churchill a través de una nueva línea férrea, pero también reemplazarían a Churchill como puerto comercial útil. El RC-1 habría mitigado estas preocupaciones; construir un aeropuerto en Churchill era mucho más barato que un puerto y línea férrea nuevos para conectarla.
El Proyecto también consideró planes no relacionados, incluyendo enormes piscifactorías en las praderas alimentadas de grandes acuíferos subterráneos de agua templada, y "factorías vegetales" todo el año en el Ártico.

### Final del diseño
Con estos cambios emplazados, Boeing se preparó una vez más para presentar el nuevo diseño del RC-1 a los promotores de los campos petrolíferos de la Bahía Prudhoe. Por esta época se habían realizado varios intentos exitosos por parte del SS Manhattan de forzar el tránsito por el Paso del Noroeste en 1969 y 1970, pero el "petrolero rompehielos" fue considerado demasiado arriesgado para operaciones continuas. En 1972, Boeing fue capaz de ofrecer el RC-1 como un reemplazo, permitiendo el transbordo a cualquier puerto, línea férrea u oleoducto adecuado. En estos últimos estudios, los costes estaban entre 86 centavos y 1,02 dólares por barril.
En este punto, Boeing había invertido alrededor de 500000 dólares propios en la serie de estudios del RC-1. Con el interés de tanto Canadá como de Estados Unidos, el Proyecto Great Plains tenía confianza en que serían capaces de reunir un grupo de compañías dispuestas a invertir los 15 millones de dólares requeridos para realizar un estudio de diseño completo.
La Historia, con la forma de la crisis del petróleo de 1973, acabó estos planes. El aumento a casi el doble de los precios del combustible para aviones durante el periodo de 1973 a 1974 hizo que el RC-1 ya no fuera competitivo con un oleoducto. Al parecer, no han sido realizados más trabajos en el diseño. Los campos de Alaska serían finalmente servidos por el Sistema de oleoducto Trans-Alaska.

## Diseño
El RC-1 estaba destinado principalmente a realizar vuelos cortos, de entre 800 y 1610 km, con rápidos regresos al final. Esto reducía la necesidad de altas velocidades de crucero.
El concepto de baja velocidad permitía al diseño evitar varias características encontradas normalmente en un avión a reacción, notablemente el ala en flecha. Usando un ala rectangular convencional, la resistencia de alta velocidad se incrementaba enormemente, pero la sustentación de baja velocidad se incrementaba igualmente. Además, la forma rectangular permitía que los largueros gemelos alares fueran piezas simples, y los motores, tren de aterrizaje y carga podían ser montados directamente en el larguero. Con un ala en flecha, esto produciría cargas de torsión considerables en el punto donde las alas se unían al fuselaje.
En la mayoría de los otros aspectos, el diseño era relativamente similar a otros aviones de carga de la época. El fuselaje era grande y aproximadamente del tamaño de un avión comercial de fuselaje ancho (aunque en relación con la longitud, parecía ser un diseño de fuselaje estrecho), con una cola en T al final. La docena de motores estaban distribuidos igualmente por las alas, teniendo cuatro motores cada lado en las secciones externas, y dos entre los contenedores de carga y el fuselaje.
Para disminuir las cargas sobre la pista, el avión usaba una gigantesca disposición del tren de aterrizaje con 56 ruedas. La mayoría de las mismas estaban localizadas en ocho patas con seis ruedas cada una, cuatro en una disposición lateral bajo el ala para distribuir las cargas. El tren de morro usaba una única pata con ocho ruedas, del tamaño de un tren principal de 747. Totalmente desplegado, el tren necesitaba una pista de 120 m de ancho, pero si el avión estaba descargado, las patas exteriores podían replegarse para permitir aterrizajes en las pistas comerciales existentes. Era útil para los vuelos de traslado y servicio.
La carga se transportaba en contenedores montados en las alas, consistiendo cada uno en un cilindro de 7,9 m de diámetro y de alrededor de la misma longitud que un semirremolque. Este tamaño fue seleccionado para permitirles transportar contenedores de carga estándar de 2,4 x 2,4 m en una disposición dos a dos, la misma que la del 747F, Cada avión podía transportar cuatro de estos contenedores, dos a cada lado, uno por delante y el otro por detrás de los dos largueros. A los cilindros se les acoplaban cubiertas aerodinámicas mientras eran preparados en tierra, dependiendo de dónde iban a ir, si delante o detrás del ala. La propia ala tenía una sección de "enchufe" que se bloqueaba en los contenedores. Cuando se combinaba con el ala, el resultado era un aerodinámico contenedor de unos 150 m de longitud, casi la misma longitud que un 707. Los contenedores podían transportar aproximadamente 2000 barriles de crudo o 230 toneladas de otra carga.
La carga de los contenedores se llevaba a cabo con un juego de líneas férreas, dos a cada lado del avión. Las mitades delantera y trasera de los contenedores se posicionaban al final de las vías en elevadores, con los contenedores debajo de la línea del ala. El avión carretearía hasta la posición entre las vías, y los entonces los elevadores izarían los contenedores hasta la posición de bloqueo con los largueros. Luego serían empujados hacia el avión para la conexión.
Para alcanzar la tasa de salidas requerida para que funcionase el concepto de "oleoducto volante", Boeing diseñó un aeropuerto alrededor del avión. Presentaba tres pistas paralelas que operarían al mismo tiempo. Los aviones aterrizaban en las dos pistas exteriores, y luego carreteaban hasta zonas operacionales al final de las pistas. Aquí descargaban sus contenedores y recogían otros vacíos para el viaje de vuelta. Se localizaban dos estaciones de transferencia en cada final, para mantener la requerida tasa de salidas.
El peso del avión se reducía tanto tras la descarga, que un despegue a favor de viento se conseguía fácilmente, ahorrando el tiempo y combustible necesarios para llegar a la cabecera de viento en contra de la pista central. En casos de vientos muy fuertes, la pista central se usaría como pista auxiliar para que los aviones regresaran a las cabeceras de las otras pistas para el despegue. Esto reduciría la tasa de salidas. Igualmente, en el punto de carga de la ruta, el avión aterrizaría con el viento a favor, cargaría y despegaría con el viento en contra.
El peso vacío era de 447 toneladas, casi dos veces el del Antonov An-225, el mayor y más pesado avión construido, de 285 toneladas.

## Especificaciones
Referencia datos: Taylor, 1973

### Características generales
- Tripulación: Tres
- Longitud: 103 m (337,9 ft)
- Envergadura: 146 m (479 ft)
- Altura: 26 m (85,3 ft)
- Superficie alar: 3025 m² (32 561,7 ft²)
- Peso vacío: 446 788 kg (984 720,8 lb)
- Peso máximo al despegue: 1 610 253 kg (3 548 997,6 lb)
- Planta motriz: 12× turbofán Pratt & Whitney JT9D.
  - Empuje normal: 200 kN (20 394 kgf; 44 962 lbf) de empuje cada uno.
- Muelle de carga, cuatro cilindros de 7,9 m de diámetro, más de 40 pies de largo, diseñados para albergar cuatro contenedores estándar cada uno

### Rendimiento
- Velocidad crucero (Vc): 741 km/h (460 MPH; 400 kt)
- Alcance: 1609 km (869 nmi; 1000 mi) con carga completa